# Paulo Verlings
Paulo Sandro Verlings da Silva, mais conhecido como Paulo Verlings (24 de setembro de 1985), é um ator brasileiro.
É Ator capacitado pela Escola de Teatro Martins Penna.

## Carreira
Na televisão Paulo Verlings atuou nas séries Força-Tarefa da Rede Globo e Copa Hotel da GNT e estreiou em novelas em 2014, na novela Joia Rara, também da Rede Globo.

### Cinema
| Ano  | Título               | Personagem          | Notas          |
| ---- | -------------------- | ------------------- | -------------- |
| 2014 | Rio, Eu Te Amo       | Estudante de inglês |                |
| 2015 | Operações Especiais  | Fiscal              |                |
| 2018 | Tudo Acaba em Festa  | Edson               |                |
| 2019 | Três Verões          | Emerson             |                |
| 2019 | Bate Coração         | Igor                |                |
| 2024 | O Que a Gente Não Vê | Cláudio             | Curta-metragem |
| 2025 | Capitão Astúcia      | Santiago            |                |

### Televisão
| Ano  | Título                      | Personagem  | Notas                                         |
| ---- | --------------------------- | ----------- | --------------------------------------------- |
| 2025 | Paulo, O Apóstolo           | Lavi        |                                               |
| 2024 | Os Parças - A Série         | Siri Patola |                                               |
| 2024 | Elas por Elas               | Itamar      | Episódios: "21–22 de março" / "5–10 de abril" |
| 2023 | Travessia                   | Rubens      | Episódio: "11 de janeiro"                     |
| 2021 | Gênesis                     | Shareder    | Fase: José do Egito                           |
| 2019 | Jesus                       | Matias      |                                               |
| 2019 | Amor de Mãe                 | Fantón      | Episódio: "28 de novembro"                    |
| 2018 | Segundo Sol                 | Caveirão    | Participação Especial                         |
| 2018 | Malhação: Vidas Brasileiras | Calebe      | Participação Especial                         |
| 2017 | Tempo de Amar               | Umberto     | Participação Especial                         |
| 2016 | Rock Story                  | Romildo     |                                               |
| 2015 | Espinosa                    | Otávio      |                                               |
| 2015 | Babilônia                   | Tom Cruzes  |                                               |
| 2014 | Em Família                  | Leonardo    |                                               |
| 2014 | Joia Rara                   | Kléber      |                                               |
| 2013 | Copa Hotel                  | Bill        |                                               |
| 2012 | Suburbia                    | Lila        |                                               |
| 2010 | Força-Tarefa                | Sidney      | Episódio: "Bolsa Família"                     |
| 2005 | A Lua Me Disse              | Paulo       | Participação Especial                         |